# Willem Arondeus
Willem Arondeus, född 22 augusti 1894 i Naarden, död 1 juli 1943 i Haarlem, var en nederländsk konstnär, författare och motståndskämpe under andra världskriget.

## Biografi
Arondeus fick lämna sitt hem som tonåring när han berättade för sina föräldrar att han var homosexuell. För att tjäna pengar designade Arondeus affischer och illustrerade poesi. Hans största uppdrag kom 1923, då han ombads att måla en väggmålning för stadshuset i Rotterdam. År 1935 gick han över till att skriva romaner. Han illustrerade två av sina egna romaner och 1938 publicerade han sitt mest framgångsrika verk, en biografi om konstnären och aktivisten Matthijs Maris. 
När Tyskland invaderade Nederländerna 1940 var Arondeus bland de första som gick med i motståndsrörelsen tillsammans med den lesbiska cellisten Frieda Belinfante. Motståndsgruppen han tillhörde specialiserade sig på att förfalska dokument. År 1943 ledde Arondeus en motståndshandling genom att bomba ett nazistiskt registreringskontor i Amsterdam. Attentatet blev en framgång och tusentals filer om judar och icke-judar förstördes. Ett par veckor senare fångades Arondeus och han och flera av hans medarbetare avrättades. 
Willem Arondeus var öppet homosexuell hela sitt liv. Hans sista budskap till världen var, berättat via sin advokat, att "homosexuella är inga fegisar".

## Galleri

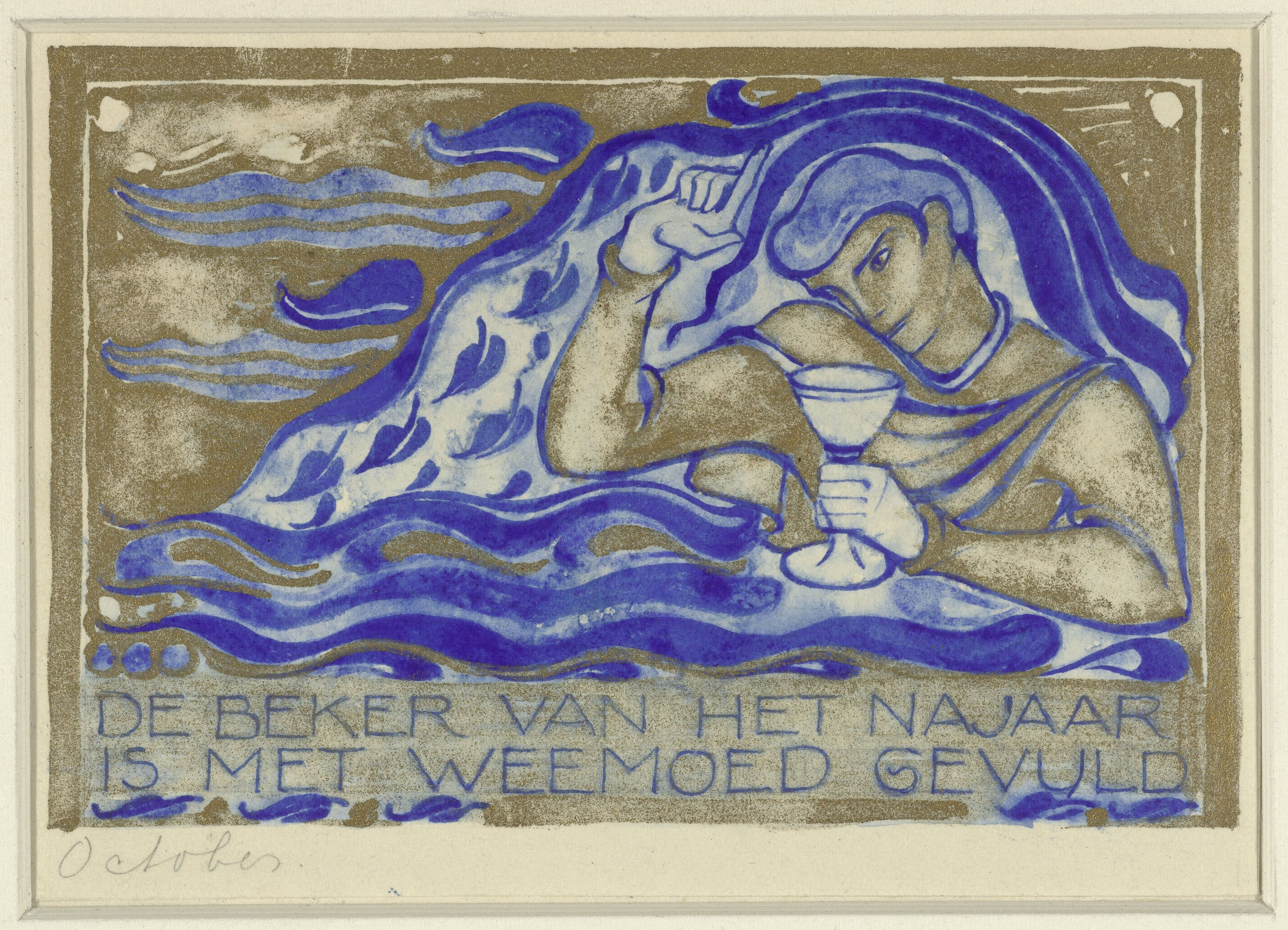
Teckning för kalender, oktober, 1930–1931
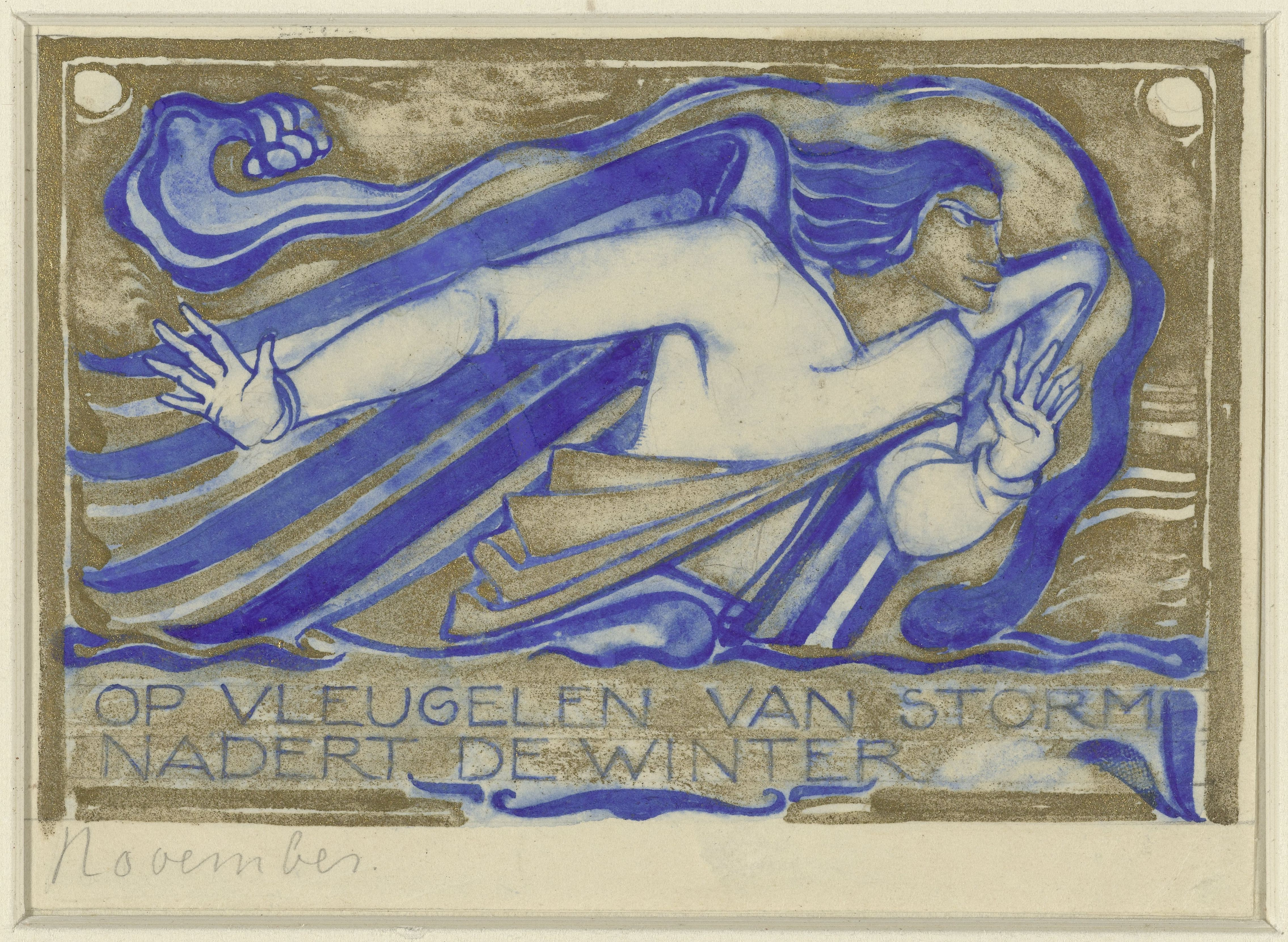
Teckning för kalender, november, 1930–1931
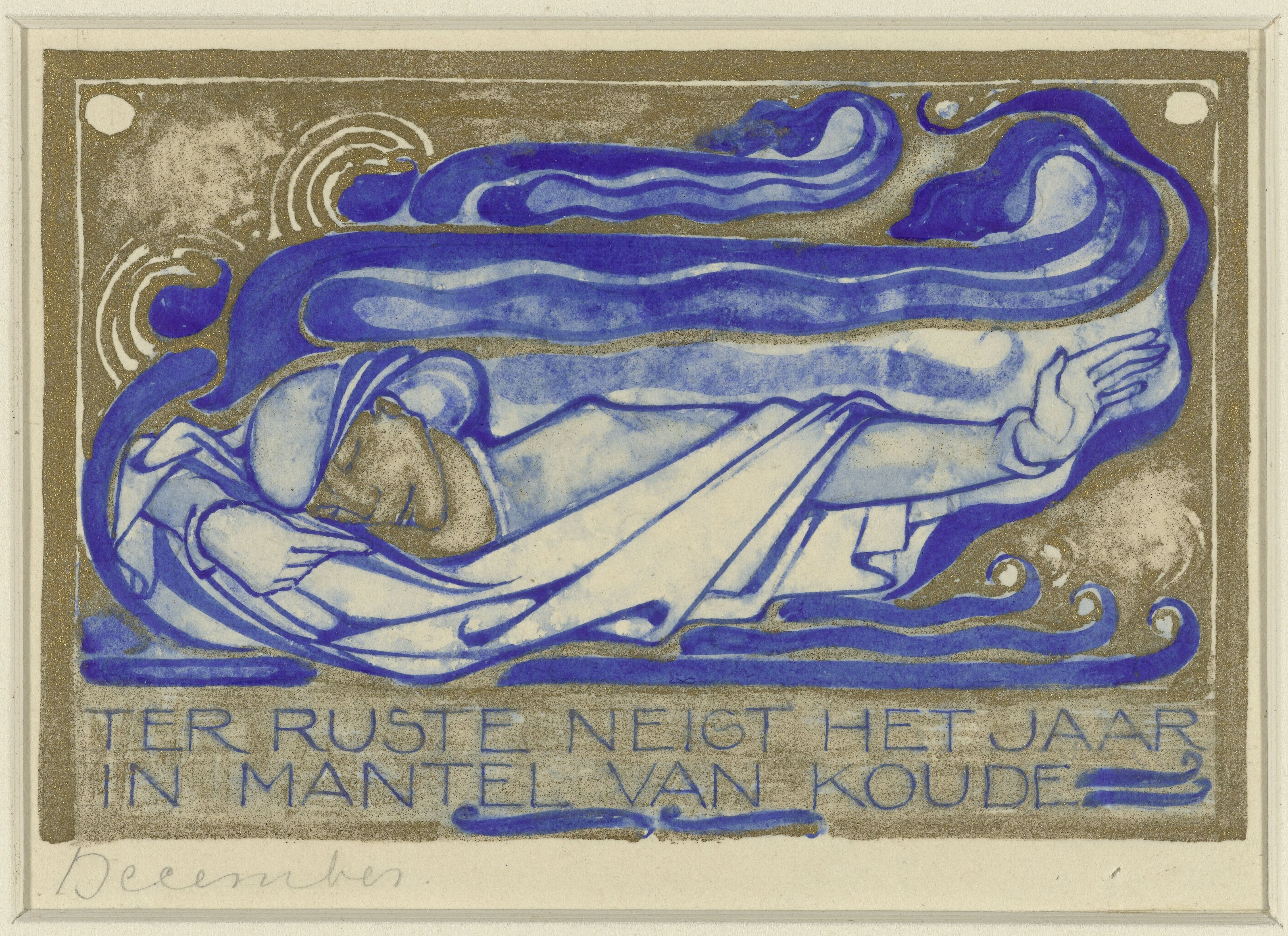
Teckning för kalender, december, 1930–1931